# Páteční modlitba
Salát al-džum'a je pravidelná páteční modlitba islámu. Věřící se ji modlí společně v mešitě; povinně se jí účastní všichni dospělí zdraví muži. Nejdříve se všichni modlí dvě rak'y (sklonění a prostrace na modlitebním koberečku) sunny (což v tomto případě znamená množinu všech modlitebních úkonů konaných individuálně – opakem je fard, společně pronášená modlitba), poté kazatel (chatíb) pronese kázání (chutbu), které se skládá ze dvou částí: 1. ponaučení, etické zásady či reflexe aktuálních témat, 2. chvalořeč Bohu, Proroku, jeho rodu, druhům a následovníkům. Po kázání je opakován adhán (volání k modlitbě) a poté se věřící pomodlí dvě rak'y fardu, společně pronášené modlitby. Na závěr se věřící pozdraví se svými sousedy pozdravením pokoje (Salam aleykum wa rahmetullah, Mír s tebou a pokoj Boží).

## Modlitba v islámském světě
Pravidelnou páteční modlitbu (zpravidla i s kázáním) obvykle přenášejí hlavní televizní kanály v arabských zemích. Významní činitelé a politici občas oficiálně navštíví páteční modlitbu ve hlavních mešitách islámských metropolí.